# Horisme nigripunctata
Horisme nigripunctata är en fjärilsart som beskrevs av W. Warren 1888. Horisme nigripunctata ingår i släktet Horisme och familjen mätare. Inga underarter finns listade i Catalogue of Life.